# Frans Rouwenhorst
Franciscus (Frans) Oscar Rouwenhorst (Apeldoorn, 20 juni 1963 – Zutphen, 23 juli 2010) was een Nederlands grafisch ontwerper, illustrator en vechtsportinstructeur. Hij werkte onder de naam F.O. Rouwenhorst en 'Aan de IJssel Creatieveproducties'. Frans was bekend om zijn herkenbare grafisch ontwerpen en gedetailleerde illustraties, zijn werk als boekillustrator en zijn creatieve benadering van sport en beweging.

## Biografie
Frans werd geboren in Apeldoorn in een artistiek gezin als jongste van vijf kinderen. Zijn vader, Anton Rouwenhorst (bijgenaamd "Toontje"), was muzikant en kunstenaar.
Al op jonge leeftijd bleek Frans Rouwenhorst over opvallende tekenvaardigheden te beschikken. Volgens zeggen, had hij een zogenaamd “fotografisch geheugen”, wat hem in staat stelde om realistische en gedetailleerde tekeningen te maken zonder direct voorbeeld. 
Na zijn middelbare school koos hij voor een opleiding tot grafisch vormgever aan het Grafisch Lyceum Utrecht. Tijdens zijn opleiding viel hij op door zijn technische precisie en artistieke veelzijdigheid.

## Werken

### Grafisch ontwerp
Frans was bekend om zijn werk op het gebied van logo- en huisstijlontwerp. Gedurende zijn carrière ontwierp hij voor talloze bedrijven en overheidsinstellingen herkenbare visuele identiteiten. Zijn stijl kenmerkt zich door eenvoud, herkenbaarheid en functionaliteit, waarmee hij een blijvende bijdrage leverde aan het Nederlandse visuele landschap.
- Logo ontwerp Geocomfort
- Logo ontwerp Precast
- Logo ontwerp Twinny Load
- Reclame ontwerp Waxx Kappers

### Schilderwerk en tekeningen
Naast grafisch ontwerper was Frans actief als illustrator met verschillende media (potlood, pen, aquarel, verf en airbrush) en als tekenaar van karikaturen.
- American Football spelers aquarel & airbrush
- Karikatuur zelfportret

### Kinderboeken
In 2008 werkten Frans en zijn vrouw aan een persoonlijk project dat resulteerde in de publicatie van twee prentenboeken in 2009, Boris & Bas en Meisje & Elfje. De boeken zijn sterk geïnspireerd door de woonomgeving van de illustrator en zijn gezin, de uiterwaarden van de IJssel en de historische binnenstad van Zutphen, evenals de avonturen van hun eigen kinderen. 
De boekpresentatie vond plaats in het Stedelijk Museum Zutphen en sloot aan bij het Nederlandse Hanzesteden project "De IJssel in Beeld" Wat in 2009 plaatsvond.
De boeken trokken veel belangstelling en binnen enkele maanden werden er enkele duizenden exemplaren verkocht.

### Sport en ondernemerschap
Naast zijn artistieke carrière was Rouwenhorst ook actief in de sportwereld. In 2008 opende hij een eigen sportschool in Apeldoorn, waar hij lesgaf in een door hemzelf ontwikkelde vorm van kickboksen: Kick to be Fit. Deze methode legde de nadruk op samenwerking, conditietraining en wederzijds respect: "kickboksen mét elkaar en niet tégen elkaar."

## Persoonlijk
In 1987 ontmoette hij Alwitha Kuenen (geb. 1969) ontwerpster van Creatieve Producties, met wie hij in 1991 in het huwelijk trad. Samen werkten zij aan diverse ontwerp opdrachten en schilderprojecten.
Zij kregen een zoon (1996) en een dochter (2003).
Frans en zijn vrouw hebben nog aan de tijdcapsule bijgedragen van het Grote Zutboek in de bibliotheek van Zutphen. De bijdrage bestaat uit de twee prentenboeken en een beschrijving van het leven in 2009.
De verzegelde kist blijft 100 jaar lang gesloten tot het jaar 2109.
Kort na het uitbrengen van zijn boeken en het opstarten van zijn sportconcept overleed Frans Rouwenhorst op 47 jarige leeftijd.

## Publicaties
Alwitha Kuenen & Frans Rouwenhorst (Ill.) Boris & Bas Steenrijk (2010) ISBN 9789081398312
Alwitha Kuenen & Frans Rouwenhorst (Ill.) Meisje en Elfje Daar zijn meisjes dol op... (2010) ISBN 9789081398329
- International Standard Name Identifier: 0000 0003 9023 7994
- Nederlandse Thesaurus van Auteursnamen: 321671694
- Virtual International Authority File: 283836807